# Richard Harding
Pour les articles homonymes, voir Harding.
Pas d'image ? Cliquez ici

a Compétitions nationales et continentales officielles uniquement.

b Matchs officiels uniquement.
Dernière mise à jour le 11 décembre 2021.
Richard Mark Harding, né le 29 août 1953 à Bristol (Angleterre), est un joueur de rugby à XV, qui a joué avec l'équipe d'Angleterre de 1985 à 1988 évoluant au poste de demi de mêlée.

## Carrière
Il fait ses débuts internationaux le 5 janvier 1985, à l’occasion d’un match contre l'équipe de Roumanie. Il est souvent en balance avec Richard Hill, et il ne compte que douze sélections, n'alignant que quatre matches consécutifs comme titulaire en 1988, terminant sa carrière lors des trois tests joués lors de la tournée de l'Angleterre en Australie et aux Fidji.

## Palmarès
- Douze sélections avec l'équipe d'Angleterre.
- Sélections par année : 3 en 1985, 4 en 1987, 5 en 1988.
- Trois Tournois des Cinq Nations disputés : en 1985, 1987 et 1988.
- Participation à la première Coupe du monde de rugby en 1987 (quart-de-finaliste).